# برت یانش
برت یانش (انگلیسی: Bert Jansch؛ ۳ نوامبر ۱۹۴۳ – ۵ اکتبر ۲۰۱۱
همپستید، لندن، انگلستان) گیتارنواز برجسته و موسیقی‌دان فولک اهل اسکاتلند بود. او بین سال‌های ۱۹۶۵ تا ۲۰۱۱ میلادی فعالیت کرد و در احیای موسیقی فولکلور انگلستان در دهه ۱۹۶۰ سهمی قابل توجه داشت.
برت یانش به عنوان ترانه سرا و خواننده نیز فعالیت داشت و از پایه گذاران گروه فولک-جاز پنتنگل بود.